# Les Ripoux (série de films)
 Pour plus de détails, voir Fiche technique et Distribution
Les Ripoux est une série de films français ayant débuté en 1984 en France et s'étant achevée en 2003.

## Filmographie
Cette série est composée de : 
- Les Ripoux, réalisé par Claude Zidi, sorti en 1984.
- Ripoux contre ripoux, réalisé par Claude Zidi, sorti en 1990.
- Ripoux 3, réalisé par Claude Zidi, sorti en 2003.

## Fiche technique
| Titre        | Les Ripoux (1984)   | Ripoux contre Ripoux (1990) | Ripoux 3 (2003)    |
| ------------ | ------------------- | --------------------------- | ------------------ |
| Réalisateur  | Claude Zidi         | Claude Zidi                 | Claude Zidi        |
| Scénaristes  | Claude Zidi         | Claude Zidi                 | Claude Zidi        |
| Scénaristes  | Didier Kaminka      |                             |                    |
| Scénaristes  | Simon Michaël       |                             |                    |
| Musique      | Francis Lai         | Francis Lai                 | Francis Lai        |
| Photographie | Jean-Jacques Tarbès | Jean-Jacques Tarbès         | Gérard de Battista |
| Montage      | Nicole Saunier      | Nicole Saunier              | Nicole Saunier     |
| Sortie       | 19 septembre 1984   | 7 février 1990              | 10 décembre 2003   |
| Durée        | 107 minutes         | 105 minutes                 | 105 minutes        |
| Genre        | Comédie policière   | Comédie policière           | Comédie policière  |
| Distributeur | AMLF                | AMLF                        | GBVI               |

## Distribution
| René Boisrond                   | Philippe Noiret    | Philippe Noiret      | Philippe Noiret      |
| François Lesbuche               | Thierry Lhermitte  | Thierry Lhermitte    | Thierry Lhermitte    |
| Patron de bar                   | René Morard        | René Morard          | René Morard          |
| Commissaire Bloret              | Julien Guiomar     | Michel Aumont        | Jean-Luc Bideau      |
| Natasha                         | Grace de Capitani  | Grace de Capitani    |                      |
| Simone                          | Régine             | Line Renaud          |                      |
| le pick-pocket                  | Michel Cremades    | Michel Cremades      |                      |
| le vendeur de fringues          | Georges Montillier | Georges Montillier   |                      |
| le marabout                     | Cheik Doukouré     | Tadie Tuene          |                      |
| Inspecteur Leblanc              | Albert Simono      |                      |                      |
| Vidal                           | Claude Brosset     |                      |                      |
| Pierrot                         | Pierre Frag        |                      |                      |
| l'inspecteur Guy Brisson        |                    | Guy Marchand         |                      |
| l'inspecteur Jean-Pierre Portal |                    | Jean-Pierre Castaldi |                      |
| Césarini                        |                    | Jean Benguigui       |                      |
| le bijoutier                    |                    | Christian Bouillette |                      |
| le banquier                     |                    | Jean-Claude Brialy   |                      |
| Albert, dit « le Fourgue »      |                    | Roger Jendly         |                      |
| Marie Morzini                   |                    |                      | Chloé Flipo          |
| Carmen                          |                    |                      | Bernadette Lafont    |
| Albert                          |                    |                      | Jean-François Balmer |
| Julien                          |                    |                      | Loránt Deutsch       |